# Antonio Randi
Antonio Randi (Faenza, 11 marzo 1921 – Faenza, 6 aprile 1998) è stato un lottatore italiano, specializzato nella lotta greco-romana.

## Biografia
Ai I Giochi del Mediterraneo di Alessandria d'Egitto 1951, vinse la medaglia d'oro nei pesi piuma. Due anni prima era stato secondo nell'edizione non ufficiale del Giochi del Mediterraneo del 1949.
Rappresentò l'Italia ai Giochi olimpici estivi di Helsinki 1952, dove fu eliminato al terzo turno nel torneo dei pesi piuma.
Fu campione italiano per dodici volte: sette in greco-romana e cinque in libera.